# Authier
Pour les articles homonymes, voir Authier (homonymie).
Authier est une municipalité du Québec située dans la MRC d'Abitibi-Ouest en Abitibi-Témiscamingue. Ses habitants sont appelés « Authierois » et « Authieroise ». La municipalité est bornée en partie au nord par Authier-Nord, à l'ouest par Macamic et en partie à l'est par Taschereau.
À Authier, lors de la saison estivale, les touristes peuvent découvrir le musée École du rang II d'Authier, ancienne école de rang construite en 1937. 

## Toponymie
La Commission de toponymie écrit à son propos ce qui suit : « Dénommé au début Kakameo, le petit village forestier et agricole d'Authier, sis sur les bords de la rivière Bellefeuille en Abitibi, a été érigé sous ce nom en 1918.  Hector Authier (1881-1971) a joué un rôle de premier plan en terre abitibienne. Tour à tour agent des Terres (1912), maire d'Amos (1914-1918), ministre de la Colonisation (1912-1922), député du comté d'Abitibi (1923-1936), préfet de comté, député fédéral de Chapleau (1940-1945), fondateur du premier hebdomadaire abitibien, l'Abitibi ; cette personnalité a été surnommée à juste titre le Père de l'Abitibi. Québécois "pure laine", il a secondé l'abbé Ivanhoë Caron dans sa mission colonisatrice et a participé activement au développement des centres agricoles du Nord-Ouest québécois. Les Authiérois ont toutes les raisons d'être fiers de porter le nom d'un si illustre des leurs. »

## Histoire

### Chronologie
- 20 septembre 1918: Érection de la municipalité d'Authier.
- 2 juillet 1920 : Fondation de la paroisse St-Jude-d'Authier.

## Géographie
Authier est à 30 km à l'est de La Sarre. Elle est traversée par la route 111.

## Démographie
| 1991 | 1996 | 2001 | 2006 | 2011 | 2016 | 2021 |
| ---- | ---- | ---- | ---- | ---- | ---- | ---- |
| 361  | 324  | 318  | 247  | 282  | 268  | 290  |

## Administration
Les élections municipales se font en bloc pour le maire et les six conseillers.
| Authier Maires depuis 2001                                                                                           |                 |                 |          |
| Élection | Maire           | Qualité         | Résultat |
| 2001 | Rita Julien     |                 | Voir     |
| 2005 | Pierre Lambert  |                 | Voir     |
| 2009 | Pierre Lambert  | Voir            |          |
| 2013 | Marcel Cloutier |                 | Voir     |
| 2017 | Marcel Cloutier | Voir            |          |
| 2021 | Marcel Cloutier | Voir            |          |
| oct. 2022 | Yvon Gagné      | Maire suppléant | Voir     |
| janv. 2023 | Yvon Gagné      |                 | Voir     |
| Élection partielle en italique Depuis 2005, les élections sont simultanées dans toutes les municipalités québécoises |                 |                 |          |